# 埃尔谢戈
埃尔谢戈（西班牙語：Elciego）是西班牙巴斯克自治区阿拉瓦省的一个市镇。总面积16km²，总人口930人（2001年），人口密度58人/km²。